# イングランド王政復古

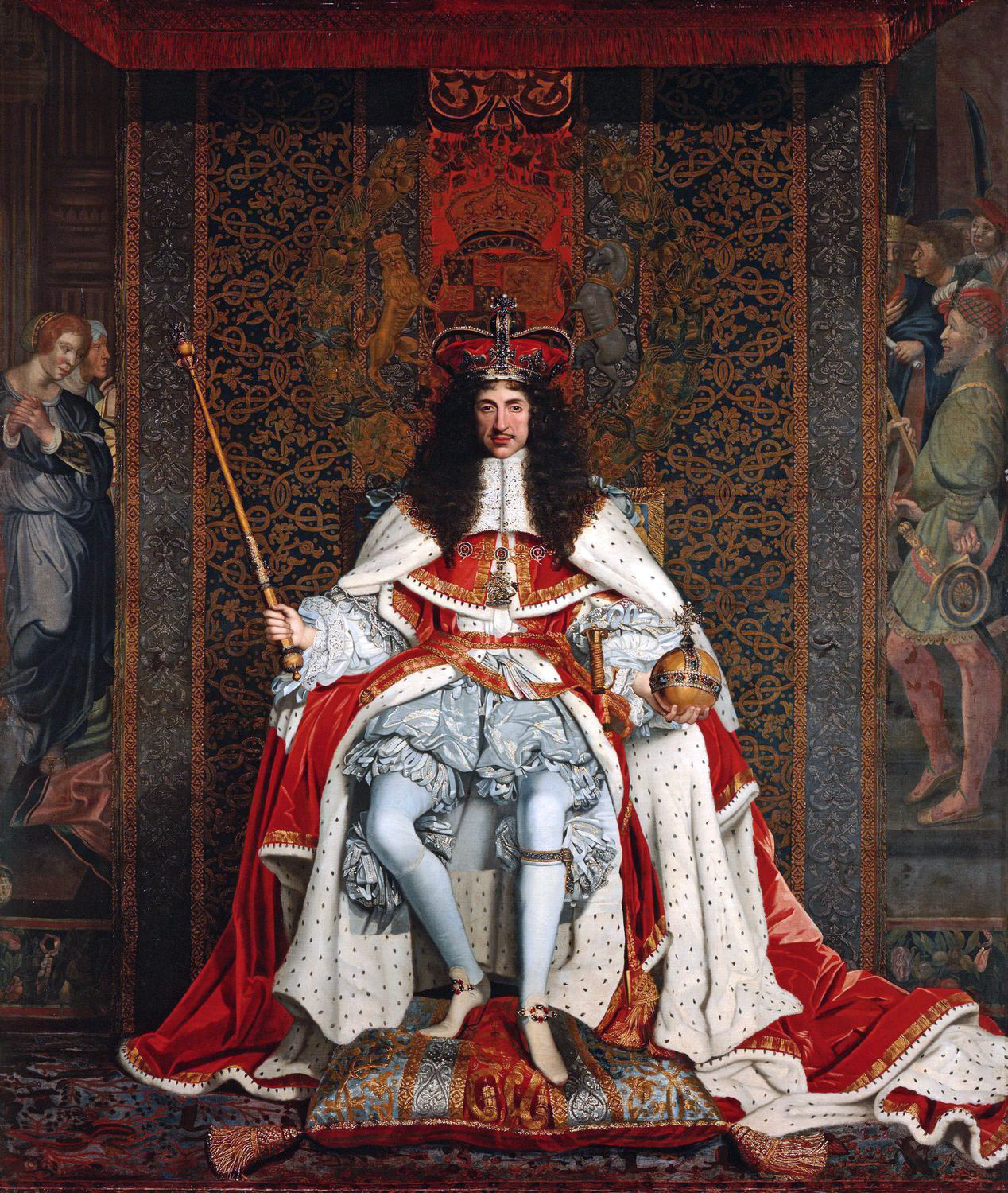
チャールズ2世。イングランドの王政復古後初めて王位に就いた。

イングランド王政復古（イングランドおうせいふっこ）は、清教徒革命（三王国戦争）に続く空位期間後にイングランド、スコットランド、アイルランドの王家がチャールズ2世のもとで復古した1660年に始まった。英語の "Restoration" という単語は実際に起きた出来事「王政復古」と新政治体制が作られた「王政復古期」両方の意味を持つ。
「王政復古期」はチャールズ2世の在位期間（1660年 - 1685年）を指すのに用いられることが多く、弟ジェームズ2世の短い在位期間（1685年 - 1688年）を指すのにも用いられる。文脈によってはアン女王が死去してステュアート朝が断絶し、ジョージ1世が即位してハノーヴァー朝が始まる1714年まで、つまり後期ステュアート朝時代全てを指すこともある。たとえば英語の「王政復古喜劇」には名誉革命（1688年 - 1689年）以降の1710年に書かれた作品なども含まれる。

## 系図
|                    |             |             |             |             |             |  |  |               |               |               |               |               |               |  |  |               |               |               |               |               |               |  |  |               |               |               |               |               |               |  |  |      |      |      |      |      |      |  |  |  |  |  |  |  |  |  |  |  |  |  |  |  |  |  |  |  |  |  |  |  |  |  |  |
|                    |             |             |             |             |             |  |  | ジェームズ1世 |               |               |               |               |               |  |  |               |               |               |               |               |               |  |  |               |               |               |               |               |               |  |  |      |      |      |      |      |      |  |  |  |  |  |  |  |  |  |  |  |  |  |  |  |  |  |  |  |  |  |  |  |  |  |  |
|                    |             |             |             |             |             |  |  |               |               |               |               |               |               |  |  |               |               |               |               |               |               |  |  |               |               |               |               |               |               |  |  |      |      |      |      |      |      |  |  |  |  |  |  |  |  |  |  |  |  |  |  |  |  |  |  |  |  |  |  |  |  |  |  |
|                    |             |             |             |             |             |  |  |               |               |               |               |               |               |  |  |               |               |               |               |               |               |  |  |               |               |               |               |               |               |  |  |      |      |      |      |      |      |  |  |  |  |  |  |  |  |  |  |  |  |  |  |  |  |  |  |  |  |  |  |  |  |  |  |
| エリザベス         | エリザベス  | エリザベス  | エリザベス  | エリザベス  | エリザベス  |  |  | チャールズ1世 | チャールズ1世 | チャールズ1世 | チャールズ1世 | チャールズ1世 | チャールズ1世 |  |  |               |               |               |               |               |               |  |  |               |               |               |               |               |               |  |  |      |      |      |      |      |      |  |  |  |  |  |  |  |  |  |  |  |  |  |  |  |  |  |  |  |  |  |  |  |  |  |  |
| エリザベス         | エリザベス  | エリザベス  | エリザベス  | エリザベス  | エリザベス  |  |  | チャールズ1世 | チャールズ1世 | チャールズ1世 | チャールズ1世 | チャールズ1世 | チャールズ1世 |  |  |               |               |               |               |               |               |  |  |               |               |               |               |               |               |  |  |      |      |      |      |      |      |  |  |  |  |  |  |  |  |  |  |  |  |  |  |  |  |  |  |  |  |  |  |  |  |  |  |
|                    |             |             |             |             |             |  |  |               |               |               |               |               |               |  |  |               |               |               |               |               |               |  |  |               |               |               |               |               |               |  |  |      |      |      |      |      |      |  |  |  |  |  |  |  |  |  |  |  |  |  |  |  |  |  |  |  |  |  |  |  |  |  |  |
| ゾフィー           | ゾフィー    | ゾフィー    | ゾフィー    | ゾフィー    | ゾフィー    |  |  | チャールズ2世 | チャールズ2世 | チャールズ2世 | チャールズ2世 | チャールズ2世 | チャールズ2世 |  |  | メアリー      | メアリー      | メアリー      | メアリー      | メアリー      | メアリー      |  |  | ジェームズ2世 | ジェームズ2世 | ジェームズ2世 | ジェームズ2世 | ジェームズ2世 | ジェームズ2世 |  |  |      |      |      |      |      |      |  |  |  |  |  |  |  |  |  |  |  |  |  |  |  |  |  |  |  |  |  |  |  |  |  |  |
| ゾフィー           | ゾフィー    | ゾフィー    | ゾフィー    | ゾフィー    | ゾフィー    |  |  | チャールズ2世 | チャールズ2世 | チャールズ2世 | チャールズ2世 | チャールズ2世 | チャールズ2世 |  |  | メアリー      | メアリー      | メアリー      | メアリー      | メアリー      | メアリー      |  |  | ジェームズ2世 | ジェームズ2世 | ジェームズ2世 | ジェームズ2世 | ジェームズ2世 | ジェームズ2世 |  |  |      |      |      |      |      |      |  |  |  |  |  |  |  |  |  |  |  |  |  |  |  |  |  |  |  |  |  |  |  |  |  |  |
|                    |             |             |             |             |             |  |  |               |               |               |               |               |               |  |  |               |               |               |               |               |               |  |  |               |               |               |               |               |               |  |  |      |      |      |      |      |      |  |  |  |  |  |  |  |  |  |  |  |  |  |  |  |  |  |  |  |  |  |  |  |  |  |  |
| ジョージ1世        | ジョージ1世 | ジョージ1世 | ジョージ1世 | ジョージ1世 | ジョージ1世 |  |  |               |               |               |               |               |               |  |  | ウィリアム3世 | ウィリアム3世 | ウィリアム3世 | ウィリアム3世 | ウィリアム3世 | ウィリアム3世 |  |  | メアリー2世   | メアリー2世   | メアリー2世   | メアリー2世   | メアリー2世   | メアリー2世   |  |  | アン | アン | アン | アン | アン | アン |  |  |  |  |  |  |  |  |  |  |  |  |  |  |  |  |  |  |  |  |  |  |  |  |  |  |
| ジョージ1世        | ジョージ1世 | ジョージ1世 | ジョージ1世 | ジョージ1世 | ジョージ1世 |  |  |               |               |               |               |               |               |  |  | ウィリアム3世 | ウィリアム3世 | ウィリアム3世 | ウィリアム3世 | ウィリアム3世 | ウィリアム3世 |  |  | メアリー2世   | メアリー2世   | メアリー2世   | メアリー2世   | メアリー2世   | メアリー2世   |  |  | アン | アン | アン | アン | アン | アン |  |  |  |  |  |  |  |  |  |  |  |  |  |  |  |  |  |  |  |  |  |  |  |  |  |  |
|                    |             |             |             |             |             |  |  |               |               |               |               |               |               |  |  |               |               |               |               |               |               |  |  |               |               |               |               |               |               |  |  |      |      |      |      |      |      |  |  |  |  |  |  |  |  |  |  |  |  |  |  |  |  |  |  |  |  |  |  |  |  |  |  |
| （ハノーヴァー朝） |             |             |             |             |             |  |  |               |               |               |               |               |               |  |  |               |               |               |               |               |               |  |  |               |               |               |               |               |               |  |  |      |      |      |      |      |      |  |  |  |  |  |  |  |  |  |  |  |  |  |  |  |  |  |  |  |  |  |  |  |  |  |  |

## 護国卿時代
1658年9月3日の護国卿オリバー・クロムウェルの死後、世襲で三男リチャード・クロムウェルが次の護国卿となった。彼が父の政策を受け継ぎ遂行する能力を持っていたならば、イングランド王政復古時代の前のイングランド共和国時代（護国卿時代）はもっと続いたかもしれない。だが、リチャードの大きな弱みはニューモデル軍からの信頼を取りつけられなかったことだった。護国卿就任から7か月後1659年5月6日に、ウォリングフォード・ハウス党派として知られる軍の一派によってリチャードは引退させられ、ランプ議会（残部議会）が再設置された。
リチャードの義兄チャールズ・フリートウッドは保安委員会、イングランド国務会議の構成員、そして7人の軍理事のうちの1人に任命された。さらに同年6月9日には軍最高司令官（Lord General）に指名されたが、彼の指導者としての地位は清教徒革命後の議会と同様に軍隊の影響力を小さくしようとした当時の議会の中で蝕まれていた。一方、王党派の蜂起は8月1日に計画されていて、計画自体は失敗したがジョージ・ブース卿はチェシャー州の支配権を獲得した。オランダに亡命していたチャールズ2世はブースの蜂起に気を良くして、スペインの援助でイギリスに上陸できると期待していたが何も起こらず、ブースも8月末にジョン・ランバート将軍に敗れた。
10月12日、ランプ議会はランバート将軍や他の将校たちを解任し、フリートウッドを庶民院議長の権限下の軍事委員会の長に任命した。翌日、ランバートは下院議場の扉を閉じ、議員たちを締め出した。26日、ランバートとフリートウッドら構成員の保安委員会が設立され、ランバートがイングランドとスコットランドの全軍隊の少将に就任し、フリートウッドは将軍になった。 保安委員会はランバートを大軍とともに、スコットランドに駐屯していたイングランド部隊の指揮官ジョージ・マンクのもとに、マンクと交渉してもしくは強制的に合意するという任務に送りだした。
スコットランド駐留軍の司令官マンクがスコットランドから部隊を引き連れ南下したのはこの状況下であった。ランバートの軍隊がランバートを見捨て、ランバートはロンドンにほぼたった1人で帰った。マンクは対立者不在の中でロンドンに進軍した。1648年のプライドのパージで排除された長老派が呼び戻され、12月24日に軍隊が長期議会を復活させた。フリートウッドは指揮権を剥奪され、自身の行いの申し開きをするために議会に出頭するよう命じられた。
1660年3月3日、ランバートはロンドン塔に送られたが1か月後脱走、イングランド共和国に味方して、古き善き大義の支持者全員に対し、エッジヒル戦場に再び結集せよとの宣言を発することで、内戦を再勃発させようとした。だが、ランバートは彼を新政権に引き渡して、恩赦を勝ち取ろうとしたリチャード・インゴルスビー大佐に捕まり、再び囚われの身となる。インゴルスビー大佐はチャールズ1世を死刑に処した判事の一人であった。ランバートは投獄されて1684年、ドレイク島での拘留中に死去し、インゴルスビーは赦免された。

## チャールズ2世の王政復古

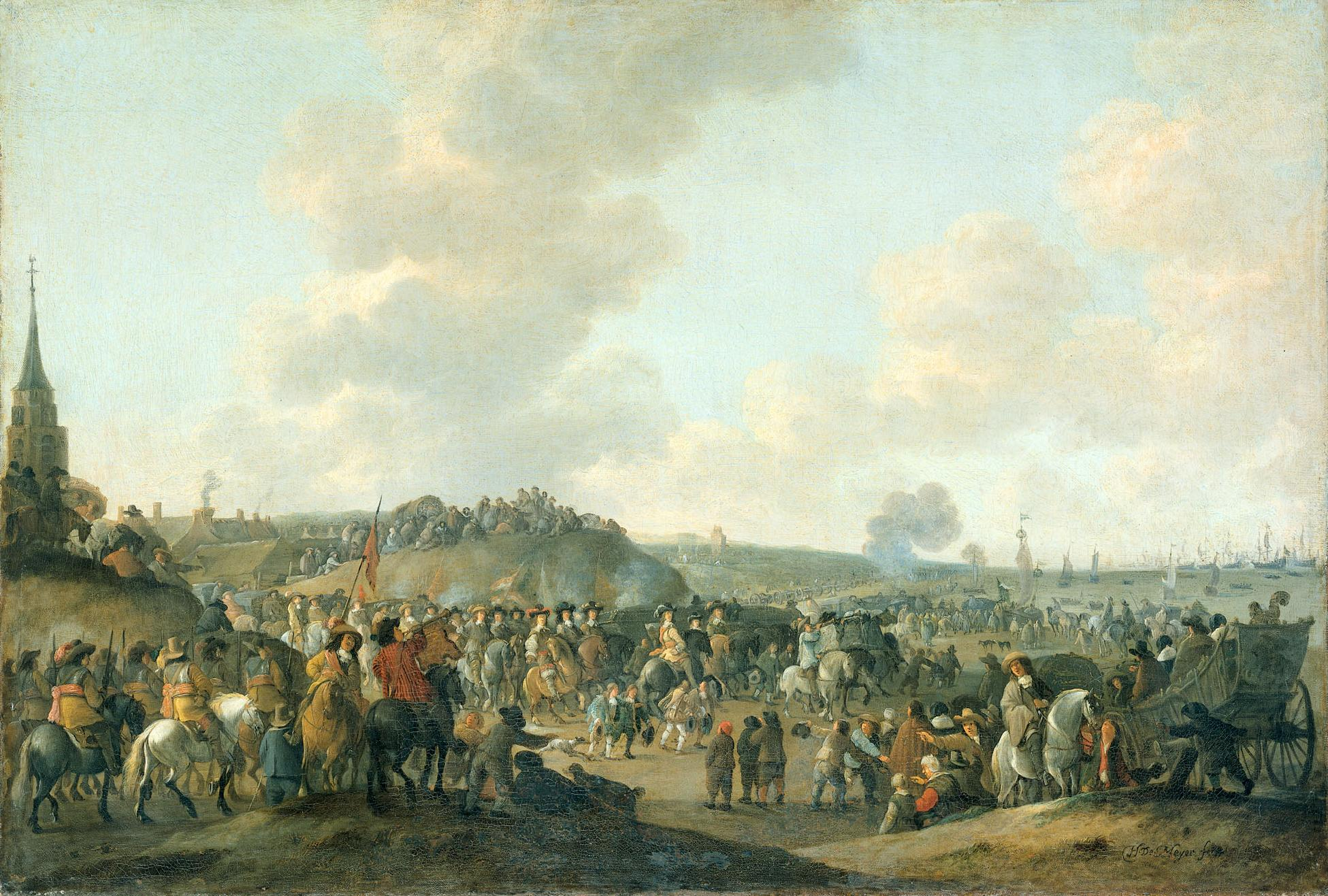
スヘフェニンゲン(オランダ)からのチャールズ2世の帰還　1660年

4月4日、チャールズ2世はブレダ宣言を発し、その中で、イングランド王政の復古に関していくつかの約束（内乱期の反国王派の言動について不問に付すことなど）をした。マンクは庶民院議員選挙を行い4月25日に初めて仮議会を開いた（国王の承認を受けていないので仮議会と呼ばれる）。5月8日、議会は国王チャールズ2世が1649年1月30日の国王チャールズ1世の処刑以来ずっと正当な君主であったと宣言した。つまり、「基本法上はこれまでの19年間は決して起こらなかったようである」ということだ。
チャールズは亡命先のハーグを5月23日に出て、25日にドーヴァーに上陸した。彼がロンドン入りしたのは5月29日、奇しくも彼の30歳の誕生日であった。国王陛下の議会への復帰を祝うため5月29日はオークアップルデーとして知られる休日に制定された。チャールズはウェストミンスター寺院で1661年4月23日に戴冠した。
同時代の人から王政復古は「神の力で定められた奇跡。突然の思いがけない、圧政と政権簒奪からの解放は、自然で神聖な秩序の回復と認識される」と言われることがある。騎士議会は1661年5月8日に召集され、1679年1月24日に解散するまで17年間続いた。前の議会と同様、王党派の議員が多数を占めた。騎士議会は王党派支持者に多くの年金を認めたことから、年金議会としても知られる。
王政復古初期の主導的な政治家はクラレンドン伯爵エドワード・ハイドだった。「クラレンドンの技能と知恵」が「王政復古を完全なもの」とした。
亡命したたくさんの王党派が帰国し、カンバーランド公ルパートがイングランドに帰国し、枢密院の一員となり年金を供与された。ノリッジ伯ジョージ・ゴーリングも国王の警護隊長として復帰し年金を供与された。マーマデューク・ラングデイルも帰国し男爵となり、ニューカッスル侯ウィリアム・キャヴェンディッシュも帰国して持っていた土地の大部分を再獲得した。ガーター勲章を1666年に与えられ（1650年から与えられていた）、1665年3月16日には公爵に昇進した。

## 「国王殺し」と反逆者

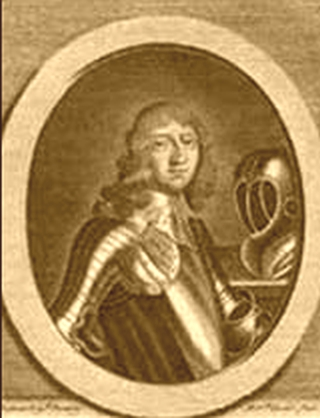
トマス・ハリソン。王政復古期に初めて「国王殺し」として有罪判決が下った。

1660年8月に成立した免責・大赦法は「国王殺し」（レジサイド）と呼ばれるチャールズ1世処刑に関与したもの以外は革命中の国王への反逆行動に関し責任を問わないとした。チャールズ1世を死刑に処した判事59人のうち31人は存命だった。
裁判で20人が死刑を宣告された。第五王国派のトマス・ハリソン（死刑執行令状にサインした59人の判事のうち17番目）に初めて「国王殺し」として有罪判決が下り、彼はこの中で最初に首吊り・内臓抉り・四つ裂きの刑に処せられた。再構築された秩序に対しての真の脅威を象徴すると新政府が考えたからだ。
10月、ロンドンのチャリング・クロスまたはタイバーンで、10人が公的に首吊り・内臓抉り・四つ裂きの刑に処せられた。令状にサインしたハリソンを始めエイドリアン・スクループ、ジョン・カリュー、トーマス・スコット、グレゴリー・クレメントと説教師ヒュー・ピーター、国王の裁判と処刑において指令を出したフランシス・ハッカー、ダニエル・アクステルと処刑を監督した事務弁護士ジョン・クックだ。
オリバー・クロムウェル、ヘンリー・アイアトン、トマス・プライド判事、ジョン・ブラッドショー判事は死後大逆罪で告発された。通常時の審理と有罪判決システムと比べ、議会が国内で最も力を持つ法廷だったので、私権剥奪法が誰かを反逆や重罪で有罪だと宣言する法令であった。1661年1月、クロムウェル、アイアトン、ブラッドショーの死体が墓から掘り出され、タイバーンで絞首刑に処せられた。
1661年、チャールズ1世の死刑執行命令書にサインした「国王殺し」の一人、ジョン=オーキーはマイルズ・コルベット（クロムウェルの友人かつ弁護士）と前ロンドン塔長官ジョン・バークステッドとともにオランダから連れ戻された。彼らは全員ロンドン塔に投獄された。1662年4月19日、彼らはロンドン塔からタイバーンに連行され、首吊り・内臓抉り・四つ裂きの刑に処せられた。残り19人の「国王殺し」は終身刑に処せられた。
ジョン・ランバートはチャールズ1世の裁判時ロンドンにいなかった。王政復古期において、彼は大逆罪で有罪だとされ、まずガーンジー島、次にドレイク島に収監されドレイク島での収監中に死亡した。ヘンリー・ベイン卿は国王の処刑を承認したと誓うのを拒否したにもかかわらず、空位期間にイングランド国務会議に勤務していた。王政復古期に議会での大論争の末、彼は免責・大赦法の適用外とされた。1662年、大逆の疑いで裁判を受け、有罪判決が下り、1662年6月14日にタワー・ヒルで斬首された。

### いくつかの共和政期の称号の再認可
護国卿時代に作られた憲法、統治章典で国王の称号を授与する権限が護国卿に与えられた。ナイトの称号が護国卿時代に新たに30人以上に与えられた。このような騎士の称号はチャールズ2世の王政復古とともに忘れ去られたが、多くは国王によって再授与された。
11人の護国卿準男爵のうち、2人は前もって革命中にチャールズ1世に称号を授与されていた。だが共和政法制下では護国卿によってその称号を認められず（護国卿が称号を再授与した）、共和政法制撤廃後、2人の準男爵はチャールズ1世によって認められた準男爵位を名乗った。チャールズ2世は4人をさらに再承認した。1人のみ、現代まで準男爵位が受け継がれており、第14代サー・リチャード・ウィリアムはサー・グリフィス・ウィリアムズの直系の子孫である。残りの護国卿下の準男爵、ウィリアム・エリスはチャールズ2世にナイトの称号を与えられた。
エドマンド・ダンチは1658年4月に東ウィッテンハムのバーネルの男爵に任命されたが、この男爵位の国王による追認は行われなかった。彼の孫エドマンド・ダンチが死ぬと男系が1719年に絶えてしまい、今日では誰もその称号を自分のものだと主張することはできない。
クロムウェルが作った世襲制子爵の一つは今なお確かに残っている。チャールズ・ハワードをモーペスのハワード子爵にし、ギルスランドの男爵にした。1661年4月、ハワードは初代カーライル伯爵、モーペスのハワード子爵、ダクレ・オヴ・ギルスランドの男爵に就任した。現在の男爵はクロムウェルが作り、王政復古時代に追認されたこの伯爵の直系の子孫である。

## ヴェンナーの再反乱
1661年1月6日、約50人の第五王国派がトマス・ヴェンナーという名のワイン樽業者に率いられ、「王イエス」の名のもとロンドンを制圧しようとした。参加者のほとんどは殺されるか収監され、1月19日から21日にかけて、ヴェンナーとほか10人の第五王国派は大逆罪で首吊り・内臓抉り・四つ裂きの刑に処せられた。

## 宗教的決着
イングランド国教会はクラレンドン法典と1662年の統一法を根拠にイングランドの国教会として復活した。「人々が五月柱の周りを長老派と独立派をあざけるやり方で飛び跳ねながら進んだ」「国民盟約を焼き捨てた」などと伝えられている。

## 王政復古時代のブリテン
歴史家、ロジャー・ベイカーは「まるでイングランドのモラルの振子が、抑圧から自由へと、一夜かそこらで振れたように」、王政復古とチャールズの戴冠が厳格なピューリタニズムからの巻き戻しを表すと論じる。クロムウェルの統治下では閉鎖されていた劇場は再び開き、ピューリタニズムは勢いを失って、性的に露骨な王政復古喜劇が際立ったジャンルになった。さらに、女性がプロ役者として商業演劇の劇場で舞台に立つことが初めて認められた。スコットランドでは監督制が復活した。
この機会を祝い外交関係を固めるため、オランダはチャールズ2世に「オランダからの贈り物」として知られる名画、古い彫刻、家具やヨットなどの優れたものをプレゼントした。
王政復古後は苦しい財政事情だったが、海軍の再建と拡充が急務とされたため、海軍本部書記官長サミュエル・ピープスは無制限だった礼砲の発射回数を制限するなど細かい経費節減を重ね乗り切った。この時代に規定された21回の発射回数は国際的に広まり、現代でも多くの国で慣習として受け継がれている。

## 王政復古期の終わり

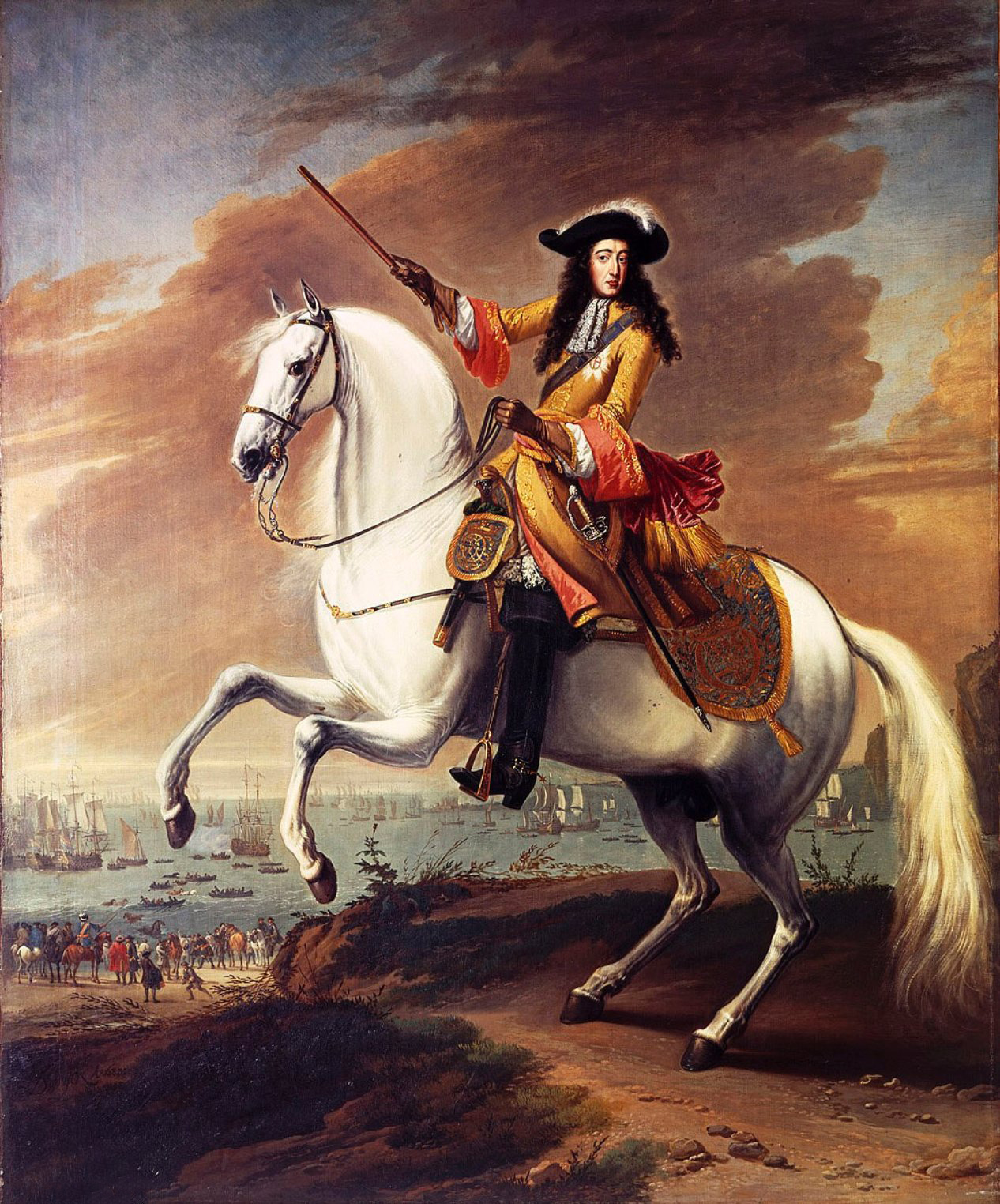
ジャン・ウィックによるウィリアム3世の馬上肖像画。1688年の名誉革命の開始を記念して書かれた。

1688年から1689年の名誉革命によって王政復古期は終わった。名誉革命ではオランダ総督兼オレンジ公ウィリアム3世（オラニエ公ウィレム3世）と協力してイングランド議会が国王ジェームズ2世を追放した。オランダ船隊とオランダ軍によるウィレム3世のイングランドへの上陸は成功し、新国王ウィリアム3世はジェームズ2世の娘で妻のメアリー2世と共にイングランドの共同統治者に就任した。
1688年4月、ジェームズ2世は信仰自由宣言を再発布し、全ての国教会聖職者にそれを彼らの集会で読むように命じた。カンタベリー大主教を含む7人の主教が王の宗教政策を再考するよう求める嘆願書を提出すると、彼らは逮捕され、治安妨害文書を出した罪で裁判にかけられた。6月30日、7人のプロテスタント系貴族がウィレム3世に軍を率いてイングランドに来るよう頼んだ。
9月までにウィレム3世がイングランドに進行することが明らかになり、11月にウィレム3世が上陸すると、ジェームズ2世は我を失い、上陸してきたオランダ軍を迎え撃つことを拒否し、フランスへ亡命しようとしたが、ケントで拘束された後、解放されてオランダ軍の監視下に置かれた。ジェームズ2世を殉教者にする意図など全くなかったウィレム3世は12月23日に彼を亡命させた。ジェームズ2世はフランスで従弟で同盟者のルイ14世に迎えられ、彼から宮殿と年金を提供され一生を送った。
ウィレム3世は状況にどう対処するか決めるため、仮議会を招集した。議会はジェームズ2世を退位させることを拒否する一方で、ジェームズ2世のフランスへの亡命は事実上の退位であり、王座は空位であると宣言した。空位を埋めるため、ジェームズ2世の娘のメアリーの女王即位が宣言され（メアリー2世）、メアリー2世は王となるウィリアム3世と共同統治をおこなうこととなった。イングランド議会はジェームズ2世の王権の濫用を糾弾する権利の章典を議会通過させた。ジェームズ2世の行ったとされた王権濫用には審査法を停止したこと、王に嘆願しただけの七主教を裁判にかけたこと、平時に常備軍を維持したこと、残虐な刑罰を課したことなどがある。
権利の章典ではさらに今後、ローマ・カトリック信者はイングランド王位を継承できず、すべてのイングランド王族はローマ・カトリック信者とは結婚できないと定めた。このことは、後の1701年王位継承法に色濃く反映されている。

## 参考資料
- CEE staff (2007年). "Restoration". The Columbia Electronic Encyclopedia (6th ed.). Columbia University Press. 2012年4月14日時点のオリジナルよりアーカイブ。2012年4月14日閲覧。
- Chisholm, Hugh, ed. (1911年). "Lambert, John". Encyclopædia Britannica (英語). Vol. 16 (11th ed.). Cambridge University Press. pp. 108, 109.
- EB staff (2012年). Restoration. Encyclopedia Britannica Online. 2012年12月24日時点のオリジナルよりアーカイブ。2012年12月24日閲覧。
- Clark, Sir George (1953年). The Later Stuarts 1660–1714 (2nd ed.). Oxford University Press. p. 3.
- Harris, Tim (2005年). Restoration:Charles II and His Kingdoms 1660–1685. Allen Lane.
- Hutton, Ronald (2000年). The British Republic 1649–1660 (2nd ed.). Macmillan. p. 121.
- Jones, J.R. (1978年). Country and Court: England 1658–1714. Edward Arnold. p. 15.
- Keeble, N. H. (2002年). The Restoration: England in the 1660s, History of Early Modern England Series. Oxford: Blackwell Publishers. ISBN 0-631-23617-1。
- Yadav, Alok (2010年7月18日). "Historical Outline of Restoration and 18th-Century British Literature". 2012年4月30日時点のオリジナルよりアーカイブ。2012年4月30日閲覧。